# Frontière entre l'Arabie saoudite et l'Iran
La frontière entre l'Arabie saoudite et l'Iran est une frontière internationale maritime séparant l'Arabie saoudite à l'ouest et au sud de Iran à l'est. Elle est située dans le golfe Persique. 

Le traité est composé de 14 points
- Point 1  :27°10.0'N,  50°54.0'E. (tripoint avec le Bahreïn)
- Point 2  :27°18.5'N,  50°45.5'E.
- Point 3  :27°26.5'N,  50°37.0'E.
- Point 4  :27°56.5'N,  50°17.5'E.
- Point 5  :28°08.5'N,  50°06.5'E.
- Point 6  :28°17.6'N,  49°56.2'E.
- Point 7  :28°21.0'N,  49°50.9'E.
- Point 8  :28°24.7'N,  49°47.8'E.
- Point 9  :28°24.4'N,  49°47.4'E.
- Point 10 :28°27.9'N,  49°42.0'E.
- Point 11 :28°34.8'N,  49°39.7'E.
- Point 12 :28°37.2'N,  49°36.2'E.
- Point 13 :28°40.9'N,  49°33.5'E.
- Point 14 :28°41.3'N,  49°34.3'E. (tripoint avec le Koweit)